# 1349 en santé et médecine
| Années de la santé et de la médecine : 1346 - 1347 - 1348 - 1349 - 1350 - 1351 - 1352    |
| Décennies de la santé et de la médecine : 1310 - 1320 - 1330 - 1340 - 1350 - 1360 - 1370 |

Cet article présente les faits marquants de l'année 1349 en santé et médecine.

## Événements

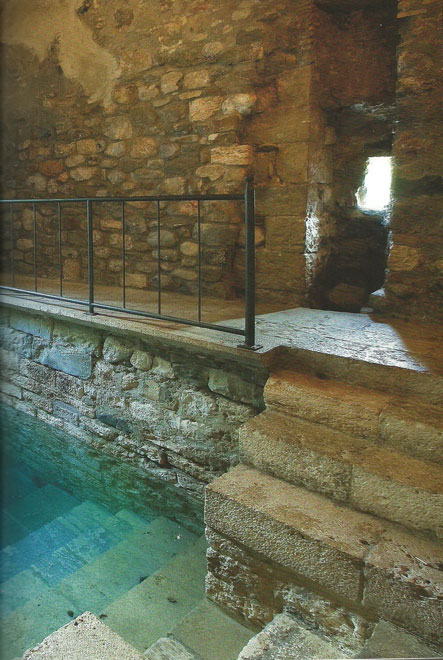
Le mikvé, à Besalú
où vécut
Abraham ben David Caslari

- La peste noire atteint Dublin, York, Francfort et Vienne[1].
- Fondation de l'hôpital Saint-Jacques de La Rochelle[2].
- Le pape Clément VI approuve l'érection, par Imbert du Puy à Montpellier, de l'ancien hôpital des Teutons en une collégiale Saint-Sauveur dont les chanoines, restés voués à l'hospitalité, doivent « recevoir la nuit les pauvres sans asile et maintenir en tout temps un hospitalier chargé de veiller à leurs besoins[3] ».
- Fondation de l'hôpital dit « des Poules » à Belfort par Jeanne de Montbéliard[4].
- Fondation de l'hôpital Saint-Jérôme (Ospedale di San Gerolamo) par Boniface de Modène, évêque de Côme, en Lombardie[5].
- Mahaut de Saint-Pol, comtesse de Valois, fonde l'hôpital de la Sainte-Trinité à Gaillefontaine en Normandie, « pour le service des pauvres malades » et où « quatre ans après, en 1353, il y a[ura] aussi treize lits, dont deux [seront] destinés pour des femmes en travail d'enfant[6] ».
- Ouverture de l'hôpital des pauvres passants (Elendenherberge) à Strasbourg en Alsace « afin de nourrir et d'héberger les pèlerins […], des écoliers et des prêtres[7] ».

## Personnalité
- 1349-1356 : fl. Dominique de Martiniaco de Clavaxio, maître régent à la faculté de médecine de Paris, astrologue du roi de France Jean le Bon et peut-être de Charles le Mauvais, roi de Navarre[8], auteur d'une « Pratique de la géométrie » (Practica geometriae) « qui gagna une large popularité à la fin du Moyen Âge[9] ».

## Publications
- 1324-1349 : Abraham ben David Caslari (en), de Besalú, dans la province de Gérone en Catalogne, compose quatre traités de médecine : deux sur les fièvres, un sur les règles pour saigner, et une autre intitulé Celui qui sustente dans la maladie[8].
- Cinq médecins de Strasbourg, Albert de Parme, Rudolf Schwenninger, Henri de Saxe, Bernard de Rostock et Henri de Lubeck, publient un « Régime de pestilence » « composé sans aucun doute à l'occasion de l'épidémie de 1349[10] ».

## Décès
- Après 1349 : Guy de Vigevano (né vers 1280),  médecin, anatomiste et ingénieur militaire italien.